# Pierce Gagnon

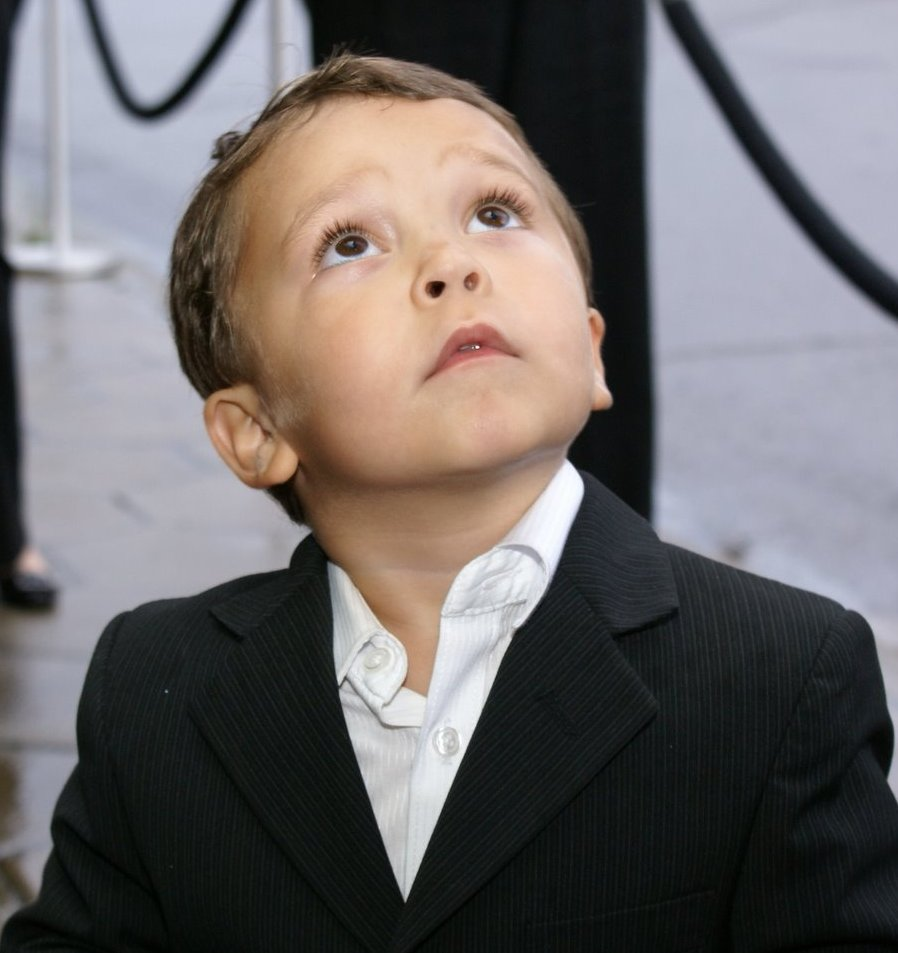
Pierce Gagnon (2009)

Pierce Gagnon (* 25. Juli 2005 in Atlanta, Georgia) ist ein US-amerikanischer Schauspieler.

## Leben
Sein Filmdebüt gab Gagnon 2010 im Horrorfilm The Crazies – Fürchte deinen Nächsten von Regisseur Breck Eisner. Danach spielte er 2012 in der Serie One Tree Hill in der neunten Staffel die Rolle des Logan Evans, bevor er im gleichen Jahr im Science-Fiction-Film Looper von Rian Johnson die Rolle des telekinetisch begabten Cid Harrington übernahm.
Im Jahre 2014 sah man Gagnon als Tucker Bloom in Wish I Was Here von Regisseur und Hauptdarsteller Zach Braff. Ebenfalls ab 2014 stand er als Ethan Woods für die Serie Extant mit Halle Berry vor der Kamera.

## Auszeichnungen
Für seine Rolle in Looper war Gagnon im Jahre 2013 für den Young Artist Award in der Kategorie Bester Nebendarsteller in einem Spielfilm – zehn Jahre oder jünger nominiert.

## Filmografie (Auswahl)
- 2010: The Crazies – Fürchte deinen Nächsten (The Crazies)
- 2012: One Tree Hill (Fernsehserie, 7 Episoden)
- 2012: Looper
- 2014: Wish I Was Here
- 2014: Rio 2 – Dschungelfieber (Rio 2, Stimme von Tiago)
- 2014: Furchtbar fröhliche Weihnachten (A Merry Friggin’ Christmas)
- 2014–2015: Extant (Fernsehserie, 26 Episoden)
- 2015: A World Beyond (Tomorrowland)
- 2017: Twin Peaks (Fernsehserie, 9 Episoden)